# Günther Lütjens
Günther Lütjens (Wiesbaden, 1889. május 25. – Atlanti-óceán, 1941. május 27.), a Német Császári Haditengerészet (Kaiserliche Marine), később a Birodalmi Haditengerészet (Reichsmarine) tisztje. Tengernagy és flottaparancsnok a Harmadik Birodalom haditengerészeténél. 1941-ben a Bismarck parancsnoka. A Bismarck elsüllyesztésekor veszítette életét.

## Élete

### Ifjúsága, pályája a második világháború előtt
Wiesbadenben született, kereskedőcsaládban. Érettségi után 1907-ben belépett a német Császári Haditengerészethez (Kaiserliche Marine). 1908-ban beiratkozott a kieli Tengerészeti Főiskolára. 1908. augusztus 21-én tengerész-zászlósi (Fähnrich zur See) rangot kapott. Tanulmányait a 160 tagú osztály huszadik legjobbjaként fejezte be. 1910. szeptember 28-án sorhajóhadnaggyá (Leutnant zur See), 1913. szeptember 27. sorhajó-főhadnaggyá (Oberleutnant zur See) lépett elő.
Az első világháborúban különféle szolgálati helyeken szolgált, több torpedónaszád parancsnokaként ténykedett Flandria partjainál és a La Manche csatorna vizein. Ennek során 1917. május 24-én alkapitánnyá (Kapitänleutnant) léptették elő.
A világháború után a Birodalmi Haditengerészetnél (Reichsmarine) szolgált parancsnoki és törzstiszti beosztásokban. 1926. április 1-jén korvettkapitányi (Korvettenkapitän) rangot kapott. 1929-ben megnősült, élete végéig boldog házasságban élt. 1931. október 1-jén fregattkapitányi (Fregattenkapitän) rangot kapott. 1933. július 1-jén sorhajókapitánnyá (Kapitän zur See) léptették elő, kinevezték az 1927-ben vízre bocsátott Karlsruhe könnyűcirkáló parancsnokává.
1936-ban a Harmadik Birodalom újjászervezett Haditengerészetében (Kriegsmarine) a személyzeti főhivatal vezetője lett. 1937-ben a torpedónaszád-flotta parancsnoka (Führer der Torpedoboote) lett, október 1-jén ellentengernagyi (Konteradmiral) rangot kapott. Nem lépett be a nácipártba, továbbra is az egykori Weimari Köztársaság Birodalmi Flottájának tiszti dísztőrét viselte, horogkeresztes jelvény nélkül. 1938 novemberében Lütjens egyike volt annak a három német kötelékparancsnoknak (Flaggoffizier), akik írásban tiltakoztak a „Kristályéjszaka” (Reichskristallnacht) néven elhíresült novemberi pogromokban elkövetett atrocitások ellen.

### A második világháborúban
A második világháború elején, 1940. január 1. altengernaggyá (Vizeadmiral) léptették elő, és ő lett a haditengerészeti felderítő fegyvernem parancsnoka. 1940 áprilisában a Weserübung hadművelet (azaz Dánia és Norvégia német megszállása) során Marschall altengernagy flottaparancsnok helyetteseként és hajóraj-parancsnokként ő irányította a partraszállási hadműveleteket távolból fedező flottacsoportot, amely a Scharnhorst és a Gneisenau csatacirkálókból állt. Eldöntetlen csatát vívott a brit HMS Renown csatacirkálóval. Ténykedéséért rövidesen kitüntették a Vaskereszt Lovagkeresztjével.
A norvégiai hadműveletek során a brit expedíciós haderőt kivonták Norvégiából. Marschall altengernagy, a flottaparancsnok ekkor a hadvezetés szigorú parancsa ellenére megtámadta a visszavonulást fedező brit hajókat. Elsüllyesztette a HMS Glorious anyahajót, és kísérő rombolóit, a HMS Acasta és HMS Ardent-et, bár eközben a Scharnhorst is megsérült egy torpedótalálattól. A paranccsal ellentétes műveletért Marschallt leváltották, helyére 1940 júniusában Lütjenst nevezték ki flottaparancsnokká (Flottenchef) és a „csatahajók parancsnokává” (Befehlshaber der Schlachtschiffe), ami a „közeli vizeken” állomásozó haditengerészeti erők parancsnokságát jelentette (kb. a brit Home Fleet parancsnokságának megfelelő beosztást). 1940. szeptember 1-jén megkapta a tengernagyi (Admiral) rangot.
Flottaparancsnoki minőségében Lütjens tengernagy 1941 február–márciusában a Scharnhorst és a Gneisenau csatahajókkal az Atlanti-óceánon rajtaütéseket hajtott végre brit kereskedelmi hajókonvojok ellen. Ennek során több, mint 115 000 tonnányi hajóteret süllyesztett el, mielőtt visszatért volna támaszpontjára, a franciaországi bresti hadikikötőjébe.

### A„Rheinübung”hadművelet
1941. május 18-án Lütjens tengernagy az 1940-ben vízre bocsátott, új Bismarck fedélzetén kifutott az Atlanti-óceánra. A „Rheinübung” hadművelet célja az volt, hogy semmisítse meg a Egyesült Királyságba irányuló utánpótlást szállító hajókonvojokat a Brit-szigetek térségében. Lütjens, mint flottaparancsnok, egyben a csatahajó vezénylő parancsnoka is volt. A „Rheinübung” eredeti haditerve szerint az atlanti hadműveletben négy német csatahajó és csatacirkáló vett volna részt (a Bismarck, a Scharnhorst, a Gneisenau és az új Tirpitz csatahajó), de a két csatacirkálót és a Tirpitzet nem tudták időben felkészíteni a részvételre, ezért azt csak a Bismarckra, és egy kísérő nehézcirkákóra, a Prinz Eugen-ra bízták.
A brit tengerészeti felderítés tudomást szerzett a készülő akcióról. Az Admiralitás John Tovey tengernagyot, a brit flotta főparancsnokát küldte a Bismarck ellen. A brit flottaköteléket a HMS King George V, a HMS Repulse, a HMS Victrious és a HMS Hood csatahajó alkotta, öt cirkáló kíséretében. Lütjens tengernagy a norvég partoknál, a Grimstadfjordban tartott pihenő idején elmulasztotta az üzemanyagfelvétel lehetőségét, ez a későbbiekben végzetes stratégiai hibának bizonyult. Május 24-én a HMS Hood megtalálta és megtámadta a Bismarckot, a tengeri csata során a Hood felrobbant, teljes legénysége odaveszett. Tiszttársainak feltűnt Lütjens habozó irányítása. Hajója már tűz alatt állt, a tengernagy késett a tűzparancs kiadásával. Ezt végül a Bismarck hajóparancsnoka, Ernst Lindemann kapitány adta ki, saját döntése alapján, amit felettese szó nélkül tudomásul vett. A második súlyos vezetési hiba, egy magas rangú flottaparancsnoktól szokatlanul fatalista viselkedés arra utal, hogy depresszió vagy más ok miatt Lütjens kilátástalannak látta a hadműveletet. Erre utal az is, hogy végzetes küldetésére indulóban aranyóráját, amitől sohasem vált meg, elküldte feleségének, kérve, adja át a fiának, ha ő meghal.

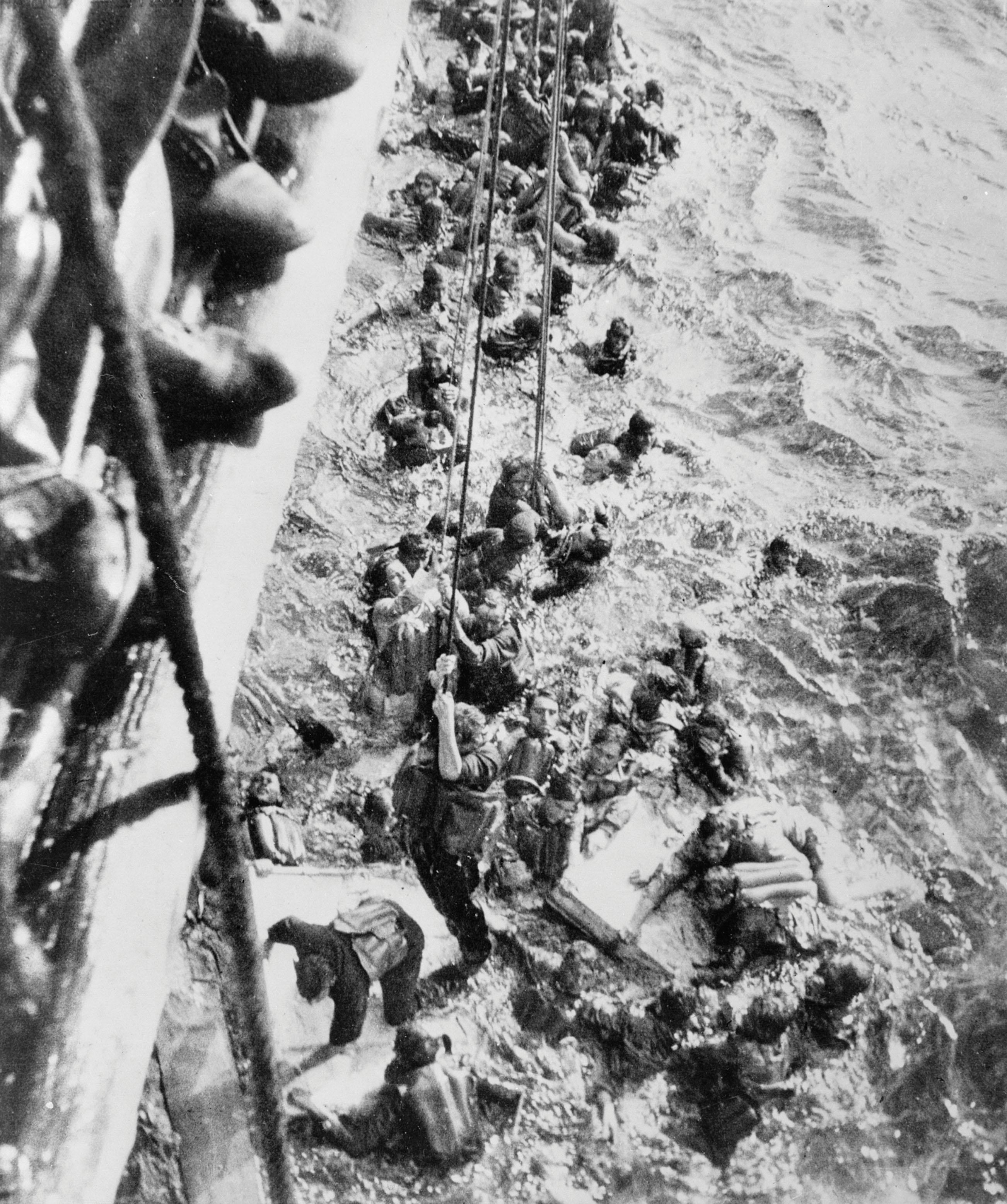
A HMS Dorsetshire menti a Bismarck túlélőit

A Hood elsüllyesztése után a brit Admiralitás olyan mértékű flottamozgósítást rendelt el, amelyre Napóleon 1805-ös flottafenyegetése (a trafalgari csata) óta nem volt példa. Tovey tengernagy hajóraján túl a Bismarck üldözésére rendelték a HMS Revenge, a HMS Ramillies, a HMS Rodney csatahajókat, a HMS Renown csatacirkálót, a HMS London és HMS Edinburgh cirkálókat, és egy sor kísérő torpedórombolót. A Bismarck óvatlanul leadott egy hosszú rádióüzenetet, amit a brit felderítés bemért. Május 25-én a brit HMS Ark Royal repülőgép-hordozó repülőgépei felfedezték a Brest felé igyekvő Bismarckot, amely lecsökkent üzemanyag-készlete miatt nem haladhatott teljes sebességgel. Május 26-án az Ark Royal-ról felszállt harci gépek torpedótámadást mértek rá, amelyben kormányszerkezete megsérült, a hajó irányíthatatlanná vált.
Május 27-én a brit flottakötelék is beérte a Bismarckot. A kialakult egyenlőtlen csatában a német csatahajót rommá lőtték, majd a süllyedő hajót brit harci repülőgépek megtorpedózták. (A túlélők szerint a reménytelen helyzetben a Bismarck parancsnoka is utasítást adott pusztuló hajójának ön-elsüllyesztésére). A Bismarck 10:36-kor elsüllyedt. Vízbe került legénységéből a brit Dorsetshire és Maori torpedórombolók 102 embert kimentettek, majd eltávoztak, a többieket sorsukra hagyták a tengerben. Két nappal később a német U74 tengeralattjáró három, a Sachsenwald meteorológiai figyelőhajó még két élő embert talált. Összesen 2 105 német tengerész veszett oda, köztük Lindemann hajóparancsnok és maga Lütjens tengernagy is.
A csata után Tovey admirális, a brit flotta parancsnoka ezt mondta környezetének: „A Bismarck lovagi módon vette fel a legreménytelenebb harcot, ami a Német Birodalom Flottájának régi szép napjait idézte fel, és felvont lobogóval merült alá.”  Tovey az Admiralitásnak küldött 1119/27. sz. jelentésében is így írt: „Szeretném kifejezni rendkívüli nagyrabecsülésemet azért a vitéz harcért, amelyet elképzelhetetlenül hátrányos helyzetben küzdöttek végig.” Az Admiralitás 1610/27. sz. válaszában így utasította Tovey tengernagyot: „Bármennyire is csodáljuk is a vitéz harcot, politikai okból fontos, hogy a közvélemény ne szerezzen tudomást olyasféle érzelemnyilvánításról, mint amilyent az Ön 1119. számú üzenete mutat.”

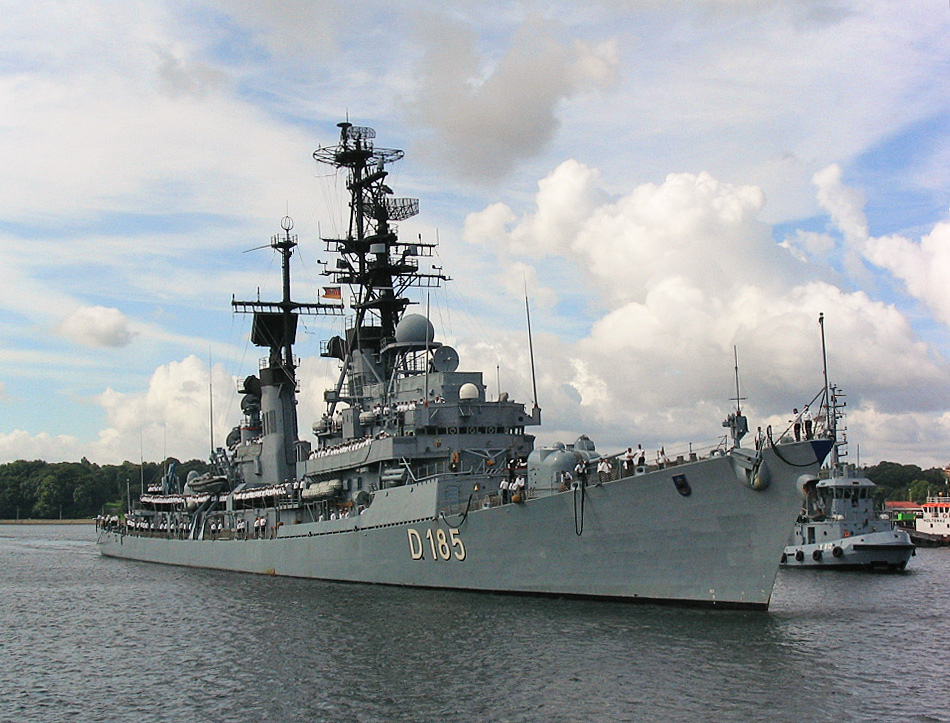
A D185 Lütjens torpedóromboló

## Emléke
- A Német Szövetségi Köztársaság Haditengerészete, a Deutsche Marine Lütjens tengernagyról nevezte el egyik amerikai gyártmányú egységét, a D185 Lütjens torpedórombolót, amelyet 1967-ben bocsátottak vízre, és 1969-ben állítottak szolgálatba. A hajó Lütjens-osztályú (az eredeti Charles-F.-Adams-osztály módosított változata), ebbe tartoznak még a D186 Mölders és a D187 Rommel torpedórombolók. A D185 Lütjens rombolót 2006-ban szolgálaton kívül helyezték.